# Gymnelopsis brashnikovi
Gymnelopsis brashnikovi és una espècie de peix de la família dels zoàrcids i de l'ordre dels perciformes.

## Morfologia
- Els mascles poden assolir 9,7 cm de longitud total.[3][4]

## Hàbitat
És un peix marí, de clima temperat i demersal que viu fins als 86 m de fondària.

## Distribució geogràfica
Es troba al Mar d'Okhotsk.

## Observacions
És inofensiu per als humans.